# Żydowskie środowisko artystyczne w Łodzi w dwudziestoleciu międzywojennym

## Żydowskie środowisko artystyczne w Łodzi
Po zakończeniu I wojny światowej Łódź zaczęła odgrywać istotną rolę jako ośrodek przemysłowy i artystyczny. Współtwórcami nowego oblicza Łodzi stali się m.in. malarze, rzeźbiarze, architekci, poeci i literaci. Większość łódzkich twórców związanych ze sztukami plastycznymi, w szczególności z malarstwem była pochodzenia żydowskiego. Do 1918 roku, łódzkie środowisko artystyczne było niestabilne, cechowała je mała liczebność artystów. Po zakończeniu I wojny i odzyskaniu przez Polskę niepodległości ta niekorzystna sytuacja zaczęła się zmieniać. Do Łodzi zaczęli napływać ludzie związani z kulturą, współtworząc nowe lokalne elity.

## Twórcy
Wśród twórców żydowskich związanych z miastem do 1918 roku należy wymienić między innymi: Leopolda Pilichowskiego, Artura Szyka, Natana Spiegla, Henryka Barcińskiego, Maurycego Trębacza, Samuela Finkelsteina, Samuela Hirszenberga, Jankiela Adlera. To oni wytyczyli szlak nowej generacji artystów żydowskich, których talent rozkwitł w pełni już w Polsce odrodzonej.

## Grupy artystyczne
Pierwszą łódzką grupą artystyczną było utworzone w 1916 roku przez architekta Henryka Lewinsona Stowarzyszenie Artystów i Zwolenników Sztuk Pięknych w Łodzi. Kolejną istotną inicjatywą lokalnego środowiska było powołanie do życia żydowskiej grupy Jung Idysz w 1919 roku. Utworzenie Jung Idysz poprzedziły dwie ważne wystawy: wiosenna i jesienna, które wywołały ożywienie wśród elity intelektualnej miasta. Wystawę Wiosenną otworzono dnia 1 kwietnia 1918 roku. Zamieszczono na niej blisko 500 prac, przeważnie twórców żydowskich, w związku z czym wystawa zyskała opinię żydowskiej. Podobnie było w przypadku wystawy zimowej, w grudniu 1918 roku, na której po raz pierwszy pokazano prace ekspresjonistyczne i obrazy debiutującego Jankiela Adlera. Trzecim ważnym wydarzeniem prezentującym dzieła artystów żydowskich była ekspozycja zorganizowana w 1921 przez łódzkie wydawnictwo Tel – Awiw. Miała ona charakter ściśle żydowski, ale rozszerzała swoje zbiory o twórczość artystów z innych ośrodków w kraju. Inicjatywa spotkała się z dużym zainteresowaniem, do tego stopnia, iż środowisko warszawskie postanowiło zorganizować analogiczną wystawę w gmachu Gminy Żydowskiej. Wspomniane wystawy należą niewątpliwie do największych i najbardziej popularnych, co nie znaczy, że były jedynymi. Wystawy indywidualne lub prezentujące dzieła kilku twórców odbywały się w różnych miejscach i podtrzymywały zainteresowanie łodzian kulturą i sztuką. W 1921 roku, zaczęły powstawać kolejne żydowskie organizacje związane ze sztuką. W 1922 roku powołano do życia Srebrny Wóz zrzeszający w jedną organizację ludzi sztuki, artyści związani z ugrupowaniem w 1923 roku pokazali swoje prace na wystawie międzynarodowej zorganizowanej w Łodzi przez berlińsko – sopocką Księgarnię i Dom Sztuki. Grupa Łodzian czyli kolejna łódzka inicjatywa artystyczna zawiązuje się w 1926 i zrzesza artystów żydowskich i polskich. Grupa Łodzian doczekała się jednej wystawy, otwartej 1 lutego 1926 roku. Pod koniec tego roku ugrupowanie zmieniło nazwę na Stowarzyszenie Start i przyjęło w swoje szeregi kolejnych członków. Pod nową nazwą organizowano kolejne wystawy między innymi w grudniu 1926 roku, czerwcu 1929 roku oraz styczniu 1930 roku w Krakowie.

## Tematyka prac
Twórczość łódzkich artystów w okresie dwudziestolecia międzywojennego skupiona była wokół takich nurtów malarstwa jak: impresjonizm, ekspresjonizm, kubizm, futuryzm, realizm, postimpresjonizm awangarda. Jeśli chodzi o tematykę jaką podejmowali żydowscy przedstawiciele nowego ruchu artystycznego to była ona podyktowana w dużej mierze chęcią oderwania się od sztuki związanej z religią. W związku z tym, artyści zwrócili się w stronę codzienności, realistycznych przedstawień życia, ludowości, tradycji żydowskich oraz abstrakcji. Łódzcy malarze zainteresowali się motywami związanymi z miastem i żyjącymi w nim ludźmi, tworząc obrazy ukazujące reprezentacyjne budynki, wysokie kominy, ulice, parki a także mieszkańców: robotników czy tkaczy.